# Brakujące dane
Brakujące dane, braki danych – miejsca w danych, których wartości nie są znane. Mogą powstawać w sposób naturalny (np. w wyborach znane są wstępne wyniki jedynie z części komisji wyborczych) lub sztuczny (np. po usunięciu obserwacji odstających).

## Techniki pracy z brakującymi danymi
- imputacja
  - imputacja EM, (ang. expectation-maximization imputation)
  - multiple imputation Rubina
- estymacja metodą największej wiarygodności
- dodanie zmiennej mówiącej, że w danym miejscu znajduje się brak danych i zastąpienie go np. zerem
- usunięcie całych obserwacji w których występuje brak danych
- dla metod porównujących pary wartości (np. korelacja) usuwanie par z brakiem danych
- zastąpienie średnią lub medianą
- Mplus
- MCAR (ang. missing completely at random)
- tzw. cenzorowanie w przypadku analizy przeżycia